# Новосибирская (кондитерская фабрика)
Шоколадная фабрика «Новосибирская» — кондитерское предприятие, основанное в 1942 году. Расположена в Октябрьском районе Новосибирска.

## История
Фабрика основана в 1942 году в Новосибирске на базе эвакуированного цеха Одесской кондитерской фабрики имени Розы Люксембург братьев Крахмальниковых. Предприятие разместили в складском помещении оптобакалеи на улице Никитина в доме номер 14, где хранились различные сыпучие продукты (чай, мука, крупы и т. д.). Так как помещение было не предназначено для производственной деятельности, стояла задача о его переустройстве. Строительством фабрики занимались преимущественно женщины, будущие работницы фабрики, впоследствии освоившие кондитерскую специальность.
7 ноября 1942 года фабрика выпустила первую пробную продукцию. С первых дней функционирования новое предприятие начинает выпускать какао-порошок с сахаром и плиточный шоколад для военных лётчиков. В первый год фабрика производила до 30 тонн шоколадных изделий ежемесячно, на ней работало 78 человек.
С января 1943 года для предприятия установили госплан, предписывавший ежегодно изготавливать 243 тонны изделий. Ассортимент фабричной продукции в 1943 году состоял из плиточного и фигурного шоколада, мягких помадных и обмазных глазированных конфет, шоколадного порошка и нескольких сортов полуфабрикатов.
В 1944 году была запущена вторая очередь, после чего фабрика наладила выпуск более трудоёмкой продукции, в ассортименте появились четыре сорта шоколада и шоколадные полуфабрикаты (шоколадная глазурь, тёртое какао и какао-масло).

## Продукция
Предприятие специализируется на производстве шоколадных конфет, шоколада, шоколадных наборов, мармелада и зефира.
Всего фабрика выпускает более 80 наименований кондитерских изделий. Самые известные из них — шоколадные конфеты «Новосибирские», «Костёр», «Центр державы», «Птичье молоко», «Мишка косолапый», «Ромашка», «Ласточка — вестница весны», «Бури Вестник», «Сибирский сувенир»

## Награды и достижения
Продукция фабрики удостаивалась наград конкурса 100 лучших товаров России с 1999 по 2012 годы.
Изделия предприятия демонстрировались на различных международных и российских выставках-ярмарках:
- Сибирская ярмарка (Новосибирск)
- Нижегородская ярмарка
- Кузнецкая ярмарка (Кемерово)
- Кузбасская ярмарка (Новокузнецк)
- Якутская ярмарка
- INTERSIB (Омск)
- Дальневосточная ярмарка (Хабаровск)
- Алтайская ярмарка (Барнаул)
- Красноярская ярмарка
- Golden label (Париж, Франция)
- Golden Ear (Израиль)
- Birmingham torch award (Бирмингем, Алабама, США)
- ВДНХ (Москва)
- ПРОД-ЭКСПО (Москва)
- World Food (Москва)